# Jack Sullivan
Jack Sullivan (26 de noviembre de 1946) es un estudioso de la literatura, profesor, ensayista, editor, musicólogo y escritor de cuentos estadounidense. Es uno de los mayores expertos actuales en el estudio del género de terror y en Alfred Hitchcock, así como en la influencia de la cultura estadounidense en la música europea.
Su libro Elegant Nightmares: The English Ghost Story From Le Fanu To Blackwood (1978) examina las obras de varios maestros reconocidos de las historias de fantasmas, como E. F. Benson, H. Russell Wakefield, Oliver Onions y Walter de la Mare. Sullivan dedica capítulos aparte a estudios completos y en profundidad de los grandes clásicos Sheridan Le Fanu, M. R. James y Algernon Blackwood. El volumen Lost Souls (1983) es una colección de historias de fantasmas anglosajonas con piezas de estos y otros profesionales de la ficción sobrenatural, como L. P. Hartley, Arthur Machen, Robert Aickman y Ramsey Campbell.
Probablemente su más notable contribución al estudio de la historia del género de terror hasta la fecha ha sido su edición de Enciclopedia Penguin del horror y lo sobrenatural (1986). Esta obra ofrece cientos de entradas y ensayos literarios sobre una variedad de autores, temas y materias, incluyendo el cine de terror, que aportan expertos reconocidos en el género como Ramsey Campbell, Kim Newman, T. E. D. Klein, John Crowley, Colin Wilson, Thomas M. Disch, Ron Goulart, Whitley Strieber, Jacques Barzun (quien contribuyó con la larga introducción "The Art and Appeal of the Ghostly and Ghastly" ["Arte y recursos de lo fantasmal y espantoso"]), y muchos otros. Este libro ofrece una definición muy amplia del término "horror", desde el concepto de lo "Sublime" del siglo XVIII hasta la música de Bernard Herrmann, y pronto fue reconocido como uno de los referentes definitivos sobre el tema.
Relacionados con la música, Sullivan ha editado una antología, Words On Music (1990), y dos estudios: New World Symphonies: How American Culture Changed European Music (1999) y Hitchcock's Music (2006). Words On Music es una colección de ensayos sobre música seleccionados por su calidad literaria y destinados a una amplia audiencia. Incluye escritos de George Bernard Shaw sobre Beethoven, de George Eliot sobre Richard Wagner, de G. K. Chesterton sobre Gilbert y Sullivan y de Jacques Barzun sobre ópera. New World Symphonies analiza la influencia transformadora de la literatura, la música y la mitología estadounidenses en la música europea. Elogiado en publicaciones que van desde el New York Times a la revista Billboard, abarca el impacto de los espirituales negros, el jazz, el musical de Broadway y Hollywood, el paisaje americano, y también la influencia de autores como Poe y Whitman. Hitchcock's Music ilumina la importancia de la música en las películas de Hitchcock, detallando sus colaboraciones con compositores como Franz Waxman, Bernard Herrmann y John Williams, y cantantes como Marlene Dietrich y Doris Day. Fue citado por The Observer como mejor libro de cine del año y obtuvo el "2007 ASCAP Deems Taylor Award". El guion de Sullivan para "New York Philharmonic's Hitchcock!", una presentación de la música en las películas de Hitchcock, en el Lincoln Center, fue narrado por los actores Alec Baldwin y Sam Waterston.
Sus ensayos y reseñas literarias y musicales han aparecido en The New York Times, The Washington Post, The New Republic, The Saturday Review, USA Today y Harper's Magazine. Su ficción corta fue publicada en The Kelsey Review y New Terrors (editadas por Ramsey Campbell).
Sullivan es actualmente profesor y director de Estudios Americanos en la Rider University, de Lawrenceville, NJ.
Sullivan tiene esposa, Robin, y dos hijos, David (n. 1995) y Geoffrey (n. 1994).